# Ciccioli
I ciccioli sono un prodotto alimentare ottenuto dalla lavorazione del grasso del maiale nella preparazione dello strutto.

## Preparazione
Il grasso viene tagliato in piccole parti e viene messo a cuocere su fuoco lento così da far fondere la parte grassa e consentire l'evaporazione dell'acqua contenuta. Quando i pezzi di grasso hanno acquistato un colore giallastro vengono versati in un canovaccio, spremuti e infine insaporiti con l'aggiunta di aromi, che possono essere chiodo di garofano, cannella, pepe, noce moscata o altro, in dosi e proporzioni variabili a seconda del salumaio che li prepara. A volte vengono salati.
La parte colata è lo strutto, la parte solida residua sono i ciccioli. Dopo la torchiatura i ciccioli possono essere lasciati in formella oppure sbriciolati a caldo. Si conservano fino a due mesi.
In Calabria, dove il nome più comunemente usato è curcuci o salimori, la preparazione è diversa. Sono la parte residua nella bolliture delle frittole, cioè di tutte le parti del maiale non usate per gli insaccati o per il lardo secco, unitamente a una parte di grasso, ossia di sugna, che si liquefà nella predetta bollitura.

## Consumo
I ciccioli sono un alimento molto calorico che, nella tradizione contadina, rappresentava un ottimo pasto, in unione alla polenta. Ora si utilizzano soprattutto per accompagnare aperitivi e antipasti. Sbriciolati rendono più gustose focacce, pane, e polenta e osei. In particolare in Capitanata e Irpinia viene fatta una pagnotta che nell'impasto contiene appunto i ciccioli, detta anche pizza ch'i sfring'l (Foggia) pizza pe frittole o pane con le cicole.

## Denominazione
I ciccioli, diffusi in quasi tutta Italia, vengono in alcune zone chiamati con nomi diversi: ciccioli o friccioli in Toscana, strufoli nel Volterrano ed Alta Val di Cecina, grasëtte in piemontese; graséi in piacentino; grasó o grasól in reggiano; grasooli in modenese; grasul in romagnolo; grasó o cicioli in ferrarese; grasselli o sgrisci nelle Marche; gratón in novarese, vercellese, pavese e lodigiano; gratòon in cremonese; gréppole nel Mantovano e nel Bresciano; cicines o fricis in friulano; frize a Trieste; sfrizzoli nel centro Italia; cìguele in Molise; lardinzi, siccioli, cicoli, frittole, sprittoli, scittole in Campania; scarafuagli, curcuci, risimoglie, frisulimiti o sprinzuli in Calabria; frittula, ziringuri in Sicilia; gherda, gerde, jelda o gigiole in Sardegna; sisoli o zizoli nel vicentino; "sfringioli" o cicoli in Capitanata; sfritti o ciccioli in Basilicata.

## Pietanze regionali a base di ciccioli
In Umbria, i ciccioli vengono usati per preparare la torta 'n ch'i ciccioli (torta coi ciccioli) o pizza co' li sfrizzoli (nello spoletino-folignate), amalgamandoli all'impasto della torta. Ne esistono almeno tre varianti: una il cui impasto base è quello della torta al testo; un'altra il cui impasto base è invece quello della torta di Pasqua umbra (tipica delle zone tra Foligno e Spoleto); e infine una versione dolce della prima.
In Campania vengono usati come ingrediente nella versione napoletana della celeberrima pizza fritta, insieme a ricotta, pepe e provola affumicata.
In provincia di Foggia ma anche nel resto del territorio pugliese vengono usati per la tipica pizza coi cicoli.
In Romagna un tipo tradizionale di piadina è preparata utilizzando piccoli frammenti di ciccioli al posto dello strutto.
In Sardegna si usano nella tradizionale "cozzula 'e belda" (Logudoro) o "cioccu di jelda" (Gallura), una focaccia con i ciccioli nell'impasto che in Gallura viene fatta dolce e in Logudoro salata